# 하지원의 작품 목록

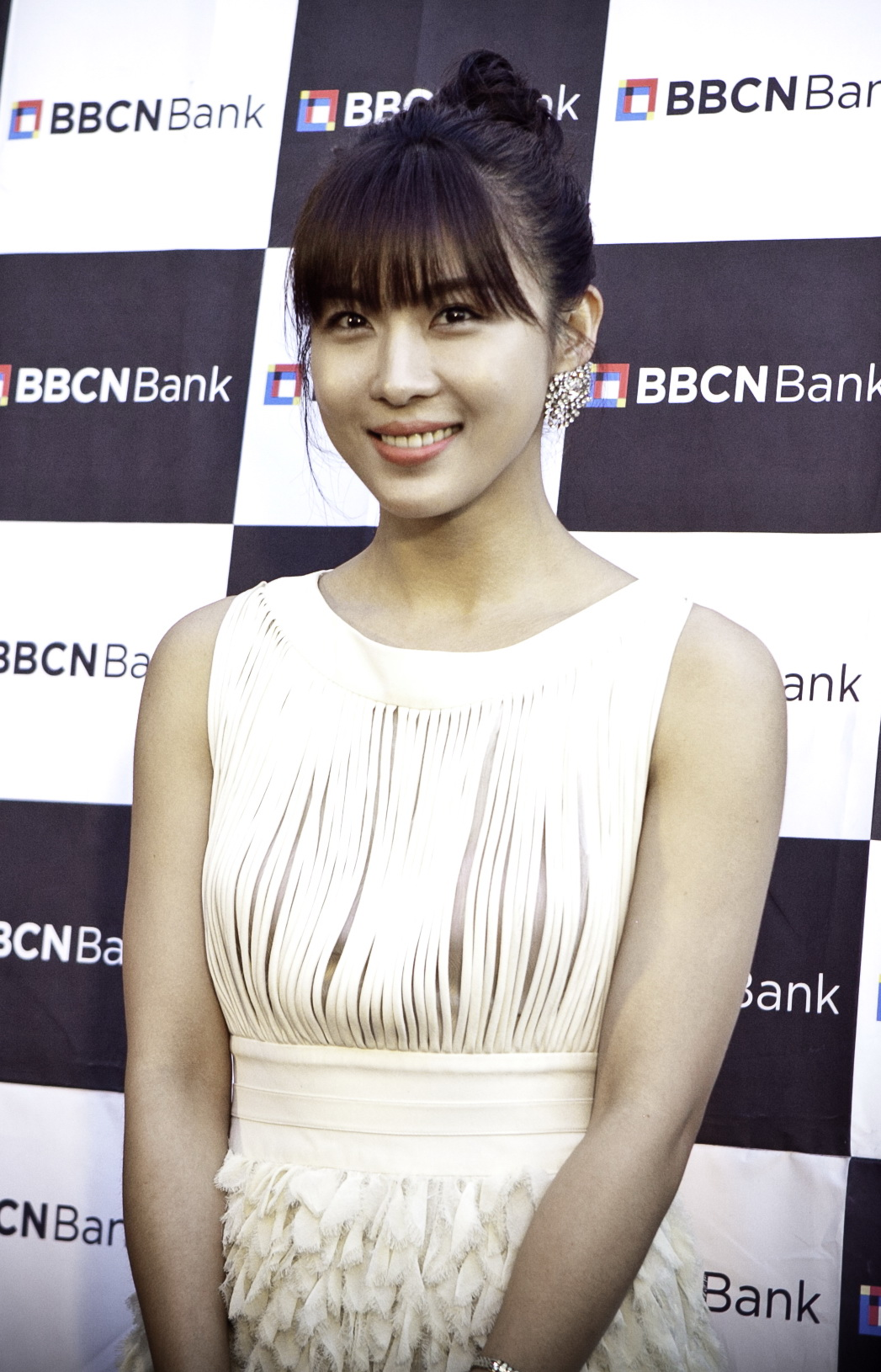

다음은 대한민국의 배우 하지원의 작품 목록이다.

## 필모그래피

### 영화
| 연도 | 제목                             | 역할             | 비고      |
| ---- | -------------------------------- | ---------------- | --------- |
| 2000 | 《진실게임》                     | 한다혜           |           |
| 2000 | 《동감》                         | 서현지           |           |
| 2000 | 《가위》                         | 은주             |           |
| 2002 | 《폰》                           | 서지원           |           |
| 2002 | 《색즉시공》                     | 이은효           |           |
| 2003 | 《역전에 산다》                  | 한지영           |           |
| 2003 | 《내 사랑 싸가지》               | 강하영           |           |
| 2004 | 《신부수업》                     | 양봉희           |           |
| 2005 | 《키다리 아저씨》                | 차영미           |           |
| 2005 | 《형사 Duelist》                 | 남순             |           |
| 2005 | 《내 생애 가장 아름다운 일주일》 | 연주             | 우정출연  |
| 2007 | 《1번가의 기적》                 | 손명란           |           |
| 2007 | 《색즉시공 2》                   | 이은효           | 우정 출연 |
| 2008 | 《바보》                         | 석지호           |           |
| 2008 | 《마지막 선물》                  | 혜영             | 특별 출연 |
| 2009 | 《해운대》                       | 강연희           | 천만영화  |
| 2009 | 《내 사랑 내 곁에》              | 이지수           |           |
| 2011 | 《7광구》                        | 차해준           |           |
| 2012 | 《코리아》                       | 현정화           |           |
| 2014 | 《조선미녀 삼총사》              | 진옥             |           |
| 2015 | 《허삼관》                       | 허옥란           |           |
| 2016 | 《목숨 건 연애》                 | 한제인           |           |
| 2017 | 《맨헌트》                       | 킬러 레인 (쯔위) |           |
| 2020 | 《담보》                         | 성인 승이        |           |
| 미정 | 《비광》                         |                  |           |

### 드라마
| 연도 | 방송사              | 제목                        | 역할                   | 비고                     |
| ---- | ------------------- | --------------------------- | ---------------------- | ------------------------ |
| 1996 | KBS1                | 신세대 보고 어른들은 몰라요 | 학생                   | 단역, 청소년 드라마      |
| 1997 | KBS1                | 신세대 보고 어른들은 몰라요 | 학생                   | 단역, 청소년 드라마      |
| KBS2 | 파랑새는 있다       | 햄버거집 종업원             | 단역                   |                          |
| MBC  | 사랑보다 더 큰 사랑 | 수연                        | 창사특집극             |                          |
| MBC  | 남자 셋 여자 셋     |                             |                        |                          |
| 1998 | KBS1                | 용의 눈물                   | 궁녀 나인 노씨         |                          |
| 1999 | MBC                 | 전원일기 (#896회)           | 간호사 -금동 맞선녀    | "남자가 여자를 사랑할때" |
| 1999 | KBS2                | 일요베스트 - 위험한 자장가  | 영은                   | 단막극                   |
| 1999 | KBS2                | 학교 2                      | 장세진                 | 청소년 드라마            |
| 2000 | KBS2                | 학교 2                      | 장세진                 | 청소년 드라마            |
| MBC  | 비밀                | 이지은                      |                        |                          |
| 2001 | KBS2                | 인생은 아름다워             | 유희정                 |                          |
| 2002 | KBS2                | 햇빛 사냥                   | 박태경                 |                          |
| 2003 | MBC                 | 다모                        | 장채옥/장재희          |                          |
| 2004 | SBS                 | 발리에서 생긴 일            | 이수정                 |                          |
| 2005 | SBS                 | 패션 70's                   | 한국전쟁 당시의 여대생 | 3화, 우정출연            |
| 2006 | KBS2                | 황진이                      | 황진이                 |                          |
| 2010 | SBS                 | 시크릿 가든                 | 길라임                 |                          |
| 2011 | SBS                 | 시크릿 가든                 | 길라임                 |                          |
| 2012 | MBC                 | 더킹 투하츠                 | 김항아                 |                          |
| 2013 | MBC                 | 기황후                      | 기승냥                 |                          |
| 2014 | MBC                 | 기황후                      | 기승냥                 |                          |
| 2015 | SBS                 | 너를 사랑한 시간            | 오하나                 |                          |
| 2017 | MBC                 | 병원선                      | 송은재                 |                          |
| 2019 | JTBC                | 초콜릿                      | 문차영                 |                          |
| 2021 | LIFETIME            | DRAMA WORLD SEASON 2        | 백지원                 | 웹드라마                 |
| 2022 | KBS2                | 커튼콜                      | 박세연/젊은 자금순     | 월화드라마               |
| 2024 |                     | J아파트 방문교사 살인사건   | 가정교사               | 미정                     |
| 2026 | MBC                 | 클라이맥스                  |                        | 금토드라마               |

## 음반
| 연도 | 음반                       | 곡명                                     | 비고                   |
| ---- | -------------------------- | ---------------------------------------- | ---------------------- |
| 2003 | 홈런                       |                                          | 1집 앨범               |
| 2003 | 역전에 산다 OST            | 홈런                                     |                        |
| 2004 | 발리에서 생긴일 OST        | Dialogue                                 |                        |
| 2004 | 영화 《신부수업》OST       | 여자를 내려주세요                        | (with 권상우, 김인권)  |
| 2005 | 영화 《키다리 아저씨》 OST | 회식 - 사랑은 봄비처럼 이별을 겨울비처럼 |                        |
| 2005 | 영화 《형사 Duelist》 OST  | LOVE SONG                                | 엔딩테마 (with 강동원) |
| 2009 | 영화 《내사랑 내곁에》 OST | 다시 태어나도                            |                        |
| 2014 | 나 지금 이자리에           | 나 지금 이자리에                         |                        |
| 2015 | 언니랑 고고 OST            | 넌 조이                                  | (with 정희철)          |
| 2020 | JTBC 드라마 《초콜릿》 OST | You & I (Special Track)                  | (with 윤계상)          |

## 뮤직 비디오
| 연도   | 가수   | 제목                    | 비고        |
| ------ | ------ | ----------------------- | ----------- |
| 1999년 | Y2K    | 〈비련〉                | 1집 앨범    |
| 2000년 | 왁스   | 〈오빠〉                | 1집 앨범    |
| 2000년 | 왁스   | 〈엄마의 일기〉         | 1집 앨범    |
| 2000년 | 루이   | 〈루〉                  | 1집 앨범    |
| 2004년 | KCM    | 〈흑백사진〉            | 1집 앨범    |
| 2005년 | 이수영 | 〈꽃〉                  | 베스트 앨범 |
| 2008년 | 비     | 〈Love Story〉          | 5집 앨범    |
| 2015년 | 싸이   | 〈Daddy〉               | 7집 앨범    |
| 2021년 | 임창정 | 〈별거 아닌 그 하루로〉 |             |

## 방송

### 텔레비전 및 기타 프로그램
| 연도          | 방송사     | 제목                                               | 역할               | 링크 | 비고                                        |
| ------------- | ---------- | -------------------------------------------------- | ------------------ | ---- | ------------------------------------------- |
| 2000년        | KMTV       | 특집 앵콜 가요대전                                 | MC                 |      |                                             |
| 2000년        | KBS2       | TV는 사랑을 싣고                                   | 게스트             |      |                                             |
| 2001년        | MBC        | 음악캠프                                           | 본인               |      | "오빠" 무대 (가수 WAX 대역)                 |
| 2001년        | MBC        | 이소라의 사랑할까요                                | 게스트             |      |                                             |
| 2001년        | KBS2       | 도전! 지구탐험대                                   | 게스트             |      | 호주 해양수족관 아쿠아리스트 편             |
| 2001년        | KBS2       | 신동엽의 해피투게더 - 쟁반노래방                   | 게스트             |      |                                             |
| 2001년        | SBS        | 초특급 일요일 만세 - 유재석의 조용한 가족          | 게스트             |      | 유재석의 조용한 가족 20회 출연              |
| 2002년        | KBS2       | 신동엽 이효리의 해피투게더 - 쟁반노래방            | 게스트             |      |                                             |
| 2002년        | KBS2       | 임백천, 김연주의 행복채널                          | 게스트             |      | 임창정, 하지원 편                           |
| 2002년        | SBS        | 기아체험 24시                                      | MC                 |      | 박상원, 김현주, 채림, 김재원 등과 공동 진행 |
| 2002년        | KBS2       | 이유있는 밤 스타하우스                             | 게스트             |      |                                             |
| 2002년        | SBS        | 기분좋은 수요일                                    | 게스트             |      |                                             |
| 2002년~2003년 | SBS        | 한밤의 TV연예                                      | MC (제6대 여성 MC) |      | 유정현 아나운서와 공동 진행                 |
| 2003년        | KBS2       | 위험한초대                                         | 게스트             |      |                                             |
| 2003년        | SBS        | 인기가요                                           | 본인               |      | "홈런" 무대 (역전에 산다 OST)               |
| 2003년        | SBS        | 한선교, 정은아, 조형기의 좋은 아침 - 스타 인간극장 | 게스트             |      | 하지원 편                                   |
| 2003년        | KBS2       | 야!한밤에                                          | 게스트             |      | 김승우, 하지원 편                           |
| 2003년        | MBC        | 제18회 골든디스크                                  | MC                 |      | 서경석과 공동 진행                          |
| 2003년        | SBS        | 100%프러포즈                                       | 게스트             |      |                                             |
| 2003년        | MBC        | 10대 가수 가요제                                   | MC                 |      | 김용만과 공동 진행                          |
| 2004년        | SBS        | 제40회 백상예술대상                                | MC                 |      | 유정현 아나운서와 공동 진행                 |
| 2004년        | KBS2       | 윤도현의 러브레터                                  | 게스트             |      | with 김재원                                 |
| 2004년        | SBS        | 한선교, 정은아, 조형기의 좋은 아침 - 초대 손님     | 게스트             |      | 하지원, 김재원 편                           |
| 2004년        | KBS2       | 유재석, 김제동의 해피투게더 - 쟁반노래방           | 게스트             |      | 하지원, 김재원 편                           |
| 2004년        | SBS        | 최수종쇼                                           | 게스트             |      | with 조인성, 신이                           |
| 2004년        | SBS        | 실제상황 토요일 - 강호동의 연애편지                | 게스트             |      | 하지원 편 (with 신화) 55~56회 출연          |
| 2004년        | SBS        | 강호동, 박수홍의 야심만만 만명에게 물었습니다      | 게스트             |      | with 권상우 71~72회 출연                    |
| 2009년        | ELLE TV    | 스타벨로                                           | 본인               |      | 여행 리얼리티(암스테르담), with 김명민      |
| 2009년        | SBS        | 일요일이 좋다 - 패밀리가 떴다 시즌1                | 게스트             |      | 68~69회 출연                                |
| 2009년        | MBC        | 황금어장 - 무릎팍도사                              | 게스트             |      | 하지원 편                                   |
| 2011년        | MBC        | TiMe_이명세 감독의 M                               | 본인               |      | TV 다큐멘터리 인터뷰                        |
| 2011년        | tvN        | 백지연의 피플 INSIDE                               | 게스트             |      | 113회 출연                                  |
| 2011년        | On Style   | 스타일 매거진-하지원 런던놀이                      | 본인               |      | 뷰티 리포트                                 |
| 2011년        | SBS        | K-POP 슈퍼콘서트                                   | MC                 |      | 김현중과 공동 진행                          |
| 2012년        | KBS2       | 김승우의 승승장구                                  | 게스트             |      | 하지원 편                                   |
| 2012년        | SBS        | 일요일이 좋다 - 런닝맨                             | 게스트             |      | 제1회 런닝맨 선수권 대회 편                 |
| 2012년        | KBS2       | 해피투게더                                         | 게스트             |      |                                             |
| 2013년        | KBS2       | 제50회 대종상영화제                                | MC                 |      | 신현준과 공동 진행                          |
| 2013년        | SBS        | 땡큐                                               | 게스트             |      |                                             |
| 2015년        | On Style   | 하지원의 언니랑 고고 (남프랑스 비밀정원)           | 본인               |      | 친언니 공동출연, 총 8회                     |
| 2015년        | KBS2       | 투명인간                                           | 게스트             |      | 하지원 편, 1회 출연                         |
| 2016년        | tvN        | 인생술집                                           | 게스트             |      |                                             |
| 2018년        | tvN        | 갈릴레오:깨어난 우주                               | 본인               |      | 총 9회                                      |
| 2020년        | JTBC       | 방구석1열                                          | 게스트             |      |                                             |
| 2020년        | tvN        | 바퀴 달린 집                                       | 게스트             |      | 11~12회 출연                                |
| 2021년        | 쿠팡플레이 | SNL 코리아                                         | 호스트             |      | 2회 출연                                    |
| 2022년        | KBS2       | 1박 2일                                            | 게스트             |      | 149~151회                                   |
| 2022년        | KBS1       | 키스 더 유니버스 2                                 | 내레이션           |      |                                             |
| 2023년        | KBS2       | 슈퍼맨이 돌아왔다                                  | 게스트             |      | 478회                                       |
| 2023년        | tvN        | 유 퀴즈 온 더 블럭                                 | 게스트             |      | 221회                                       |
| 2024년        | SBS        | 미운 우리 새끼                                     | 스페셜MC           |      | 375회,376회                                 |
| 2024년        | TV CHOSUN  | 조선의 사랑꾼                                      | VCR 출연           |      | 38회                                        |
| 2024년        | 채널A      | 인간적으로                                         | 게스트             |      | 1회                                         |

### 라디오 프로그램
| 연도   | 방송사     | 제목              | 역할   | 비고              |
| ------ | ---------- | ----------------- | ------ | ----------------- |
| 2015년 | SBS 파워FM | 최화정의 파워타임 | 게스트 | 2015.01.14 방송분 |
| 2015년 | SBS 파워FM | 두시탈출 컬투쇼   | 게스트 | 2015.06.23 방송분 |
| 2016년 | SBS 파워FM | 두시탈출 컬투쇼   | 게스트 | 2016.12.07 방송분 |

## 광고
| 연도          | 광고명 |
| ------------- | --- |
| 2000년        | - 캐스캐이 (의류) - 동아오츠카 데미소다 (음료) - 보라홈넷 (인터넷,통신)                                                         |
| 2001년        | - 현주컴퓨터 아이프랜드 (PC) |
| 2001년~2002년 | - 신원그룹 VIKI (여성 의류) |
| 2002년        | - 티에스어패럴 츄카 (의류) |
| 2003년        | - 오뚜기 열라면 - 아바르조 (가죽 의류) - 롯데제과 팅클 - 트라이글로우픽처스 3D 온라인게임 프리스톤테일 - 다른미래 NIPPER (의류) |
| 2003년~2005년 | - 롯데캐피탈 롯데카드(신용카드)                                                                                                 |
| 2004년        | - 멕시카나 치킨 - 대현패션 블루페페(여성의류) - 도도 화장품 다모 (화장품)                                                       |
| 2004년~2005년 | - 아모레퍼시픽 미장센 (헤어케어) with 조인성                                                                                    |
| 2004년~2008년 | - 뱅뱅어패럴 뱅뱅 (청바지) with 조성모(2004년), 조한선(2004년), 권상우(2005~2008년)                                             |
| 2005년        | - 이베이코리아 옥션 (오픈마켓) - 모아건설 미래도 (아파트) - 한국 마스타푸드"도브 초콜릿                                         |
| 2005년~2010년 | - 나산패션 꼼빠니아 (여성의류)                                                                                                  |
| 2006년        | - 광동제약 옥수수수염차 (음료)                                                                                                  |
| 2006년~2008년 | - 바이올렛드림 보브(VOV) (화장품)                                                                                               |
| 2008년        | - 비아니 (가방 브랜드) |
| 2009년        | - 굿 다운로더 캠페인 (불법다운로드 공익광고) - 하이트진로 참이슬 (주류)                                                         |
| 2010년        | - ELCA코리아 에스티로더 (화장품)                                                                                                |
| 2010년~2012년 | - 한국P&G 올레이 (화장품) |
| 2011년        | - 빙그레 아카페라 (커피 음료) with 십센치 - 게스 코리아 GUESS 아이웨어 (선글라스) - OB맥주 카스 라이트 맥주 (주류) with 싸이    |
| 2011년~2016년 | - 하나금융그룹 KEB외환은행 (금융)                                                                                               |
| 2011년~2021년 | - 패션그룹형지 크로커다일 레이디 (여성의류)                                                                                     |
| 2011년~2013년 | - 아식스 코리아 아식스 G1 (운동화) with 이종석                                                                                  |
| 2012년        | - (주)카페베네 디셈버24 (헬스·뷰티 스토어) with 장윤주, 기성용, 송승헌                                                          |
| 2013년~2015년 | - 패션그룹형지 노스케이프(아웃도어) with 최민수(2013년), 지창욱(2014년), 박서준(2015년)                                         |
| 2014년~2020년 | - 푸르밀 비피더스 (요거트) with 남재현(2017년)                                                                                  |
| 2015년        | - 조르지오아르마니 뷰티 |
| 2015년~2016년 | - 퓨어나인스테이션 퓨어나인 보틀 - 위메이드 소울 앤 스톤                                                                        |
| 2016년~2017년 | - 스타일러스(STYLUS) 주얼리 |
| 2016년~2020년 | - 남영 비비안 |
| 2017년~2020년 | - 웰크론 알러지 방지 기능성 침구브랜드 세사(SESA)·세사리빙(SESA Living)                                                         |
| 2017년~2020년 | - 신동아종합건설 휴리치더홈 |
| 2018년~2020년 | - 더마코스메틱 브랜드 웰라쥬 |
| 2018년        | - 더채움 휴젤 |
| 2021년        | - 창동민자역사 아레나X스퀘어 |
| 2021년~2022년 | - 트래디스바이오 아뜨라움 |
| 2021년~현재   | - 코리아코즈볼유통 코즈볼 |

## 기타 경력
| 연도   | 활동명(홍보대사·심사위원·사회활동) |
| ------ | --- |
| 2002년 | - 제6회 부천 판타스틱 영화제 피판레이디 선정                                                                                                 |
| 2005년 | - '사랑의 장기기증 운동본부' 각막 기증 서약                                                                                                  |
| 2006년 | - 뉴질랜드 명예홍보대사 |
| 2008년 | - 세무서 1일 명예민원 봉사실장 위촉 - 제7회 미쟝센 단편 영화제 '사랑에 관한 짧은 필름' 부문 심사위원 위촉 - 뉴질랜드 명예 문화 홍보대사 위촉 |
| 2010년 | - 제8회 아시아나국제단편영화제 특별심사위원 위촉                                                                                             |
| 2011년 | - 아식스 대한육상경기연맹 육상 주니어 멘토 프로그램 명예 코치 위촉 - 경기 키즈 아트 페스티벌 홍보대사 위촉                                   |
| 2013년 | - 세브란스 홍보대사 위촉 |
| 2014년 | - 2014 국세청 홍보대사 위촉 - 코튼데이 홍보대사 위촉 - 오퍼레이션 스마일 국제 홍보대사 위촉                                                  |
| 2015년 | - 한복 홍보대사 위촉 |
| 2016년 | - 선양 한류박람회 홍보대사 위촉 - 인천본부세관 홍보대사 위촉                                                                                 |
| 2017년 | - 제18회 전주국제영화제 국제경쟁부문 심사위원 위촉                                                                                           |
| 2018년 | - 모스크바 한류박람회 홍보대사 위촉 |
| 2019년 | - 두바이 한류박람회 홍보대사 위촉 |
| 2020년 | - 제17회 서울환경영화제 홍보대사 위촉 |
| 2023년 | - 한국세무사회 홍보대사 위촉 |

## 같이 보기
- 하지원의 수상 및 후보 목록